# Центральный институт заочного педагогического образования
Центральный институт заочного педагогического образования (ЦИЗПО) — институт в Москве, основан в 1930 г. на базе Бюро заочного обучения (БЗО) при педагогическом факультете 2-го МГУ, расформированного приказом Народного Комиссариата Просвещения № 234 от 18 апреля 1930 года за подписью наркома просвещения РСФСР А. С. Бубнова. Как самостоятельная организация просуществовал около года. В 1931 году был ликвидирован и включен в состав Центрального института повышения квалификации кадров народного образования (ЦИПККНО).

## История и деятельность института
В январе 1927 года при Главпрофобре было создано Бюро заочного обучения. В соответствии с проектом Главпрофобра об организации системы заочного образования создаваемый учебный центр получил название Бюро заочного обучения при педфаке 2-го МГУ (БЗО при 2-м МГУ). Постановлением от 22 февраля 1927 года Президиум коллегии Наркомпроса утвердил положение о Бюро заочного отделения (БЗО) при педфаке 2 МГУ во главе с деканом педфака О. Л. Бемом. Таким образом, 22 февраля 1927 года можно считать днем официального рождения высшего заочного образования.
Выпускаемая БЗО методическая литература только в 1928-1929 учебном году достигла общего объема в 400 печатных листов. После того, как в 1928 году в Сталинграде была проведена первая местная конференция заочников, начинает создаваться сеть местных консультационных пунктов, а проведение местных конференций заочников становится традицией. На Сталинградской конференции была создана ассоциация заочников педфака 2-го МГУ и Института повышения квалификации педагогов (ИПКП) при Главсоцвосе. Всего в ассоциацию вошло 65 человек. А уже через год, в 1929 году, конференция заочников проводится в Москве физико-математическим отделением педфака. Эта ассоциация заочников и работников образования и послужила основой для создания Центрального института заочного педагогического образования после расформирования 2-го МГУ в 1930 году.
ЦИЗПО был организован для расширения контингентов педагогических учебных заведений, ведущих подготовку соответствующих кадров. Институт включал в себя заочный педагогический техникум и заочный педагогический институт, структура которых отвечала структуре стационарных педагогических техникумов и педагогических институтов. Про организации ЦИЗПО декларировались такие задачи: 
1. Содействие организации при педагогических техникумах и педагогических институтах заочных секторов;
2. Подготовка и издание необходимой учебной литературы для лиц, обучающихся заочно;
3. Разработка основных вопросов методики заочного образования;
4. Оказание инструктивной и методической помощи преподавательским кадрам в области заочного педагогического образования;
5. Помощь экстернам педагогических учебных заведений в работе по прохождению соответствующих курсов, предусмотренных учебным планом.

Деятельность института регулировалась "Положением о заочно-курсовых секторах педвузов и педагогических техникумов", согласно которому:
1. Общее руководство работой всех заочно - курсовых секторов и снабжение заочников учебной литературой осуществляется ЦИЗПО через краевые - областные отделы народного образования.
2. Во главе каждого сектора стоит заведующий (помощник директора по заочному обучению и переподготовке педагогических курсов).
3. Каждый педагогический техникум должен обслуживать до 500 человек заочников, а каждый педагогический вуз до 2000-3000 человек с тем, чтобы не менее 25% контингента пропускалось через лабораторно-семинарскую работу.
4. Финансирование состояло из ассигнований местного госбюджета, из субсидий местных хозяйственных органов, платы за обучение.

Однако вскоре после основания работа ЦИЗПО была признана неудовлетворительной, и в 1931 году он был реорганизован и влился в новообразованную структуру - Центральный институт повышения квалификации и заочного обучения кадров народного образования (ЦИПКЗОКНО).